# ATC-kod G01: Antiinfektiva och antiseptiska medel för gynekologiskt bruk
ATC-kod G01: Antiinfektiva och antiseptiska medel för gynekologiskt bruk är en del av klassificeringssystemet ATC (Anatomical Therapeutic Chemical Classification System) för läkemedel och vissa andra medicinska produkter. ATC utvecklas av WHO och består av alfanumeriska koder indelade i grupper utifrån anatomi, medicinsk funktion och läkemedelstyp på 5 olika kodnivåer. Denna sida utgör innehållet i en specifik grupp på nivå 2.

## G01AAntiinfektivaochantiseptiskamedel förgynekologisktbruk, exkl kombinationer medglukokortikoider

### G01AAAntibiotika
G01AA01 Nystatin
G01AA02 Natamycin
G01AA03 Amfotericin B
G01AA04 Kandicidin
G01AA05 Kloramfenikol
G01AA06 Hachimycin
G01AA07 Oxitetracyklin
G01AA08 Karfecillin
G01AA09 Mepartricin
G01AA10 Klindamycin
G01AA11 Pentamycin
G01AA51 Nystatin, kombinationer

### G01ABArsenikföreningar
G01AB01 Acetarsol

### G01ACKinolinderivat
G01AC01 Dijodoxikinolin
G01AC02 Kliokinol
G01AC03 Klorkinaldol
G01AC05 Dekvalon
G01AC06 Broxikinolin
G01AC30 Oxikinolin

### G01ADOrganiska syror
G01AD01 Mjölksyra
G01AD02 Ättiksyra
G01AD03 Askorbinsyra

### G01AESulfonamider
G01AE01 Sulfatolamid
G01AE10 Kombinationer

### G01AFImidazolderivat
G01AF01 Metronidazol
G01AF02 Klotrimazol
G01AF04 Mikonazol
G01AF05 Ekonazol
G01AF06 Ornidazol
G01AF07 Isokonazol
G01AF08 Tiokonazol
G01AF11 Ketokonazol
G01AF12 Fentikonazol
G01AF13 Azanidazole
G01AF14 Propenidazol
G01AF15 Butokonazol
G01AF16 Omokonazol
G01AF17 Oxikonazol
G01AF18 Flutrimazol
G01AF20 Imidazolderivat, kombinationer

### G01AGTriazolderivat
G01AG02 Terkonazol

### G01AX Övrigakemoterapeutikaochantiseptika
G01AX01 Klodantoin
G01AX02 Inosin
G01AX03 Kresolsulfonsyra-formaldehyd
G01AX05 Nifuratel
G01AX06 Nifurazolidon
G01AX09 Metylrosanilin
G01AX11 Providon-jodid
G01AX12 Ciklopirox
G01AX13 Protiofate
G01AX14 Lactobacillus fermentum
G01AX15 Kopparusnat
G01AX66 Oktenidin, kombinationer

## G01BAntiinfektivaochantiseptiskamedel i kombination medkortikosteroider

### G01BAAntibiotikaoch kortikosteroider
Inga undergrupper.

### G01BCKinolinderivatoch kortikosteroider
Inga undergrupper.

### G01BDAntiseptikaoch kortikosteroider
Inga undergrupper.

### G01BESulfonamideroch kortikosteroider
Inga undergrupper.

### G01BFImidazolderivatoch kortikosteroider
Inga undergrupper.

### Engelska
- WHO Collaborating Centre for Drug Statistics Methodology - ATC Index
- WHO Collaborating Centre for Drug Statistics Methodology - ATCvet Index

### Svenska
- SIL online
- FASS.se - ATC
- FASS.se - Veterinär-ATC
- Sök läkemedelsfakta - Läkemedelsverket
- Socialstyrelsen : Klassifikationer
- Nationellt produktregister för läkemedel - NPL